# Aimée Zebeyoux
Aimée Gbakrehonon Zébéyoux, née le 30 mai 1959 à Abidjan, est une juge ivoirienne, militante pour les droits de l'homme. Elle est conseillère au Conseil constitutionnel de la république de Côte d'Ivoire depuis le 6 juin 2023.

## Biographie
Originaire de Gagnoa, Aimée Zébéyoux naît le 30 mai 1959 à Abidjan dans le Sud de la Côte d'Ivoire. Deuxième d'une famille de huit enfants et mère d'une fille, Aimée suit un cursus scolaire et universitaire normal, axé sur le droit et la comptabilité. En 1980, elle  obtient ainsi un baccalauréat au lycée technique d'Abidjan. Cinq ans plus tard, en 1985, elle obtient une maîtrise en droit à l'Université d'Abidjan avec l'option carrière judiciaire.
Par suite, elle est admise au cycle supérieur de l'École nationale d'administration d'Abidjan à la section magistrature. En 1988, elle en ressort diplômée en magistrature.

## Carrière

### Dans les institutions juridiques
Après l'École nationale d'administration, Aimée Zébéyoux est nommée, en 1988, substitut du procureur de la république au tribunal de première instance du Plateau. Elle exerce cette fonction jusqu'en 1991. Elle gravit ensuite plusieurs échelons en occupant divers postes dans le système juridique ivoirien.
Pendant deux ans, de 1991 à 1993, elle est juge des enfants. À partir 1993, elle devient juge chargée des affaires civiles et commerciales au tribunal de première instance de la commune du Plateau et juge-commissaire responsable des liquidations et redressements judiciaires ainsi que des liquidations de sociétés.
De 1996 à 2001, elle est conseillère à la cour d'appel, présidente de la chambre civile, commerciale et administrative, présidente de la chambre correctionnelle et présidente de la chambre d'accusation.
En 2011, Aimée Zébéyoux est promue au grade de magistrate hors-hiérarchie. Puis, d'octobre 2011 à juillet 2018, elle exerce les fonctions d'avocate générale auprès de la Cour suprême de Côte d'Ivoire. Toujours en 2011, à la suite de la crise ivoirienne de 2010-2011, une crise post-électorale en Côte d'Ivoire, elle est nommée experte juridique à la Commission dialogue, vérité et réconciliation (CDVR), dirigée par le premier ministre Charles Konan Banny. Par ailleurs, elle participe à plusieurs missions d'observations électorales en Afrique pour le compte de l'Union africaine et de la CEDEAO.

### Au gouvernement ivoirien
Le 10 juillet 2018, Aimée Zébéyoux rejoint le gouvernement d'Amadou Gon Coulibaly en tant que secrétaire d'État auprès du garde des Sceaux, ministre de la Justice et des Droits de l'homme, avec la responsabilité des droits de l'homme. Elle est reconduite en ses fonctions dans le gouvernement de Patrick Achi de septembre 2019, fonction qu'elle conserve jusqu'en 2021 avant d'être nommée conseillère spéciale du président pour les questions des droits de l'homme.

### Conseil constitutionnel
Le 6 juin 2023, elle est nommée pour un mandat de six ans au Conseil constitutionnel ivoirien par Alassane Ouattara en tant que conseillère,,.

## Militante des droits de l'homme
Aimée Zébéyoux est également une militante activiste engagée contre les inégalités juridiques et les discriminations. Elle œuvre pour promouvoir l'égalité, l'équité, la justice sociale et la représentativité démocratique, tout en valorisant les droits humains fondamentaux.
En raison de son engagement en faveur des droits humains, elle a rejoint l'Association des femmes juristes de Côte d'Ivoire (AFJCI) en 2001 et est élue à la tête de l’organisation le 31 juillet 2013.

## Hommage
Depuis mai 2024, une école primaire publique à Gagnoa porte son nom. Le conseil municipal de Gagnoa a décidé que cet établissement primaire porterait son nom pour « qu’elle serve de modèle aux générations actuelle et future ».

## Distinctions
- 2016 : Officier de l'ordre du mérite nationale ivoirien de la solidarité[11]
- 2019 : Officier dans l’ordre du mérite national ivoirien[4]
- 2020 : Commandeur dans l’ordre du mérite de la fonction publique de la république de Côte d’Ivoire[11].